# Saharanpur (dystrykt)
Saharanpur (dystrykt) – dystrykt, najbardziej wysunięty na północ w stanie Uttar Pradesh w Indiach. Stolicą jest Saharanpur.